# Мулловское городское поселение
Му́лловское городско́е поселе́ние — муниципальное образование в составе Мелекесского района Ульяновской области.
Административный центр — рабочий посёлок Мулловка.

## Население
| 2010  | 2012  | 2013  | 2014  | 2015  | 2016  | 2017  |
| ----- | ----- | ----- | ----- | ----- | ----- | ----- |
| 6431  | ↘6405 | ↘6378 | ↘6352 | ↗6361 | ↘6304 | ↘6174 |
| 2018  | 2019  | 2020  | 2021  |       |       |       |
| ↘6040 | ↘5840 | ↘5701 | ↘5238 |       |       |       |

## Состав городского поселения
В состав поселения входят 3 населённых пункта: 1 рабочий посёлок и 2 посёлка.
| № | Населённый пункт | Тип населённого пункта                  | Население |
| - | ---------------- | --------------------------------------- | --------- |
| 1 | Берёзовка        | посёлок                                 | 2         |
| 2 | Лесной           | посёлок                                 | 261       |
| 3 | Мулловка         | рабочий посёлок, административный центр | ↘5029     |

## Местное самоуправление
Главы поселения
- Татьяна Викторовна Фёдорова

Главы администрации
- Наталья Владимировна Ягаферова[12]